# NGC 4971
NGC 4971 (другие обозначения — MCG 5-31-134, ZWG 160.140, NPM1G +28.0257, PGC 45406) — линзообразная галактика (SB0) в созвездии Волосы Вероники.
Этот объект входит в число перечисленных в оригинальной редакции «Нового общего каталога».